# Martin Pätzold

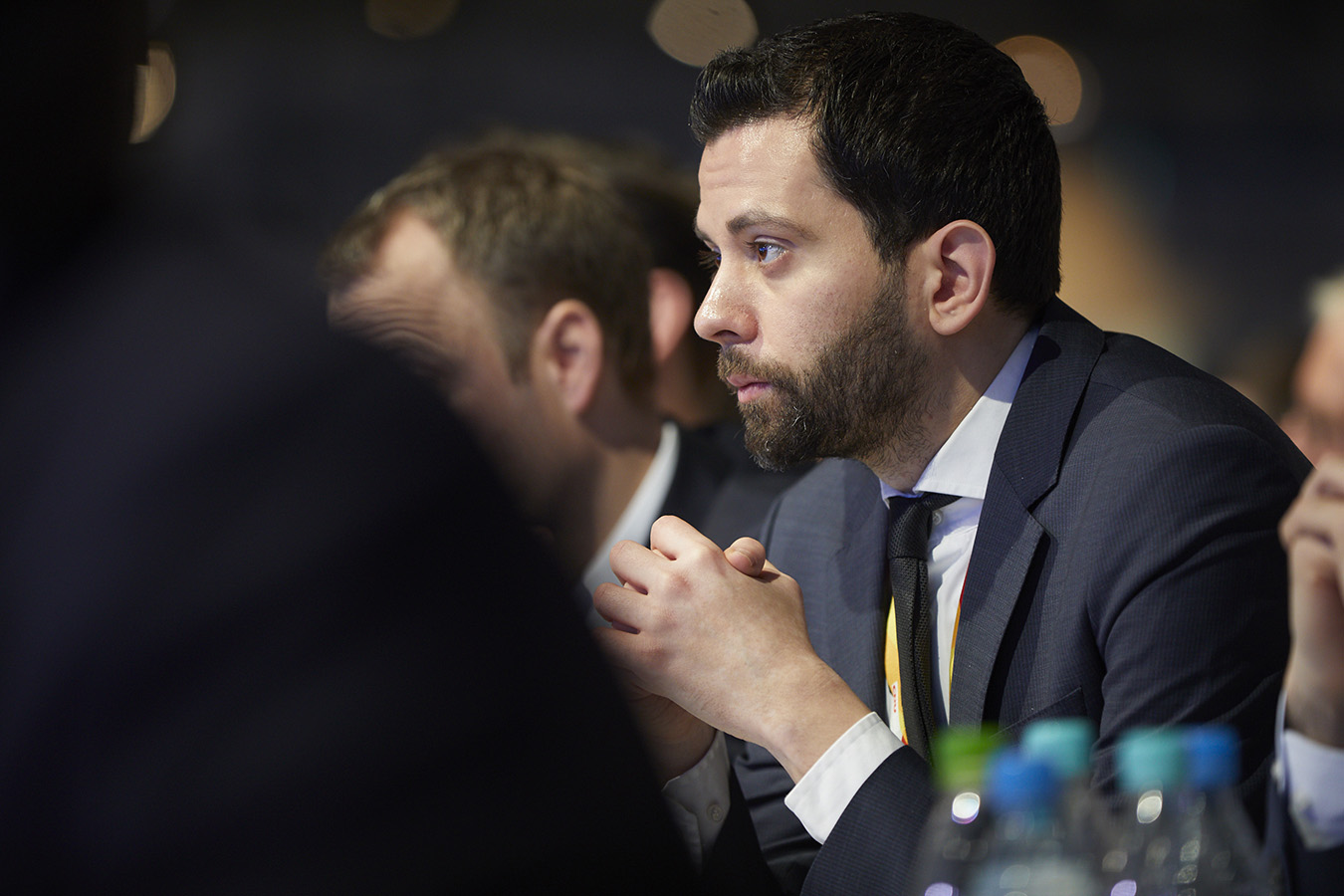
Martin Pätzold (2018)

Martin Pätzold (* 6. September 1984 in Moskau) ist ein deutscher Politiker (CDU). Er war von 2013 bis 2017 Mitglied des Deutschen Bundestages und ist seit 2021 Mitglied des Abgeordnetenhauses von Berlin. Seit 2011 ist er Kreisvorsitzender des CDU-Kreisverbandes Lichtenberg in Berlin. 

## Leben
Als Sohn eines deutschen Auslandskorrespondenten und einer aus Armenien stammenden Mutter in Moskau geboren, besuchte Pätzold in der russischen Hauptstadt zunächst die deutsche Botschaftsschule. Später wuchs er in Berlin-Neu-Hohenschönhausen auf. Dort war er Schüler an der Martin-Niemöller-Grundschule und wechselte dann auf die Stauffenberg-Oberschule (Gymnasium, 2002 geschlossen). Im Jahr 2004 legte er seine allgemeine Hochschulreife an der Barnim-Oberschule (Gymnasium) in Berlin-Falkenberg ab.
Von 2004 bis 2010 studierte Pätzold Wirtschaftswissenschaften an der Humboldt-Universität zu Berlin. Das Studium schloss er als Diplom-Kaufmann ab. Seine Diplomarbeit schrieb er bei Joachim Schwalbach und in Kooperation mit der Deutschen Bank. Für Peter Rzepka, damaliges Mitglied des Deutschen Bundestages, arbeitete er von 2004 bis 2009. Seit 2011 war er als persönlicher Referent des Staatssekretärs für Soziales in Berlin, Dirk Gerstle, tätig.

## Wissenschaftlicher Werdegang
Im Jahr 2013 wurde Pätzold an der TU Chemnitz  bei Ludwig Gramlich über das Thema Transformationsprozess der Berliner Wirtschaft – Entwicklungen in West- und Ost-Berlin nach der Wiedervereinigung promoviert. Vom Sommersemester 2014 bis zum Wintersemester 2015 war er Lehrbeauftragter an der Hochschule für Technik und Wirtschaft Berlin und unterrichtete dort das Fach Regionale wirtschaftliche Entwicklung. Seit dem Wintersemester 2015 ist er Lehrbeauftragter an der Fakultät Wirtschaftsingenieurwesen der Hochschule Mittweida für den Bereich Wettbewerbspolitik. Für das Themengebiet Wettbewerb in der digitalen Wirtschaft wurde er dort im Sommer 2017 zum Honorarprofessor berufen und unterrichtet seitdem Studenten in Wettbewerbspolitik sowie Einkommens- und Sozialpolitik. Seit dem Sommersemester 2021 ist er Professor für Betriebswirtschaftslehre an der IU Internationale Hochschule in Erfurt.

## Politik
Martin Pätzold trat 2002 in die Schüler Union, die Junge Union und die CDU ein und war unter anderem als Ortsvorsitzender der CDU Hohenschönhausen und Mitglied des Landesvorstands der CDU Berlin tätig. Seit 2011 führt er in ehrenamtlicher Funktion den CDU-Kreisverband Lichtenberg als Vorsitzender.
Von Juni 2017 bis Mai 2019 war Pätzold Landesschatzmeister der Berliner CDU und damit Mitglied des Präsidiums des Landesverbandes der Union. Von Juli 2020 bis Oktober 2021 war er Büroleiter von Burkard Dregger, dem Fraktionsvorsitzenden der CDU im Abgeordnetenhaus von Berlin.
Für die CDU Lichtenberg war er bei der Bundestagswahl 2013 als Kandidat im Bundestagswahlkreis Berlin-Lichtenberg aufgestellt. Pätzold unterlag jedoch in dem traditionell links gerichteten Berliner Bezirk Gesine Lötzsch (Die Linke) im Kampf um das Direktmandat, zog aber über Platz 7 der CDU-Landesliste Berlin als Abgeordneter in den Deutschen Bundestag ein. Auch im Jahr 2017 wurde er auf den Listenplatz 7 der Berliner CDU für die Bundestagswahl gewählt und trat wiederum als Direktkandidat im Bundestagswahlkreis Berlin-Lichtenberg an. Abermals unterlag er der linken Gegenkandidatin und verpasste auch über den Listenplatz den erneuten Einzug in den Bundestag.
Bei der Wahl zum Abgeordnetenhaus von Berlin 2021 wurde Pätzold im Wahlkreis Lichtenberg 2 mit 21,3 % der Erststimmen direkt ins Abgeordnetenhaus gewählt. Bei der Wiederholung dieser Wahl 2023 gewann er den Wahlkreis mit einem deutlichen Stimmenzuwachs auf 39,5 % erneut.

## Schriften
- Transformationsprozess der Berliner Wirtschaft: Entwicklungen in West- und Ost-Berlin nach der Wiedervereinigung, Universitätsverlag der TU Chemnitz, Chemnitz 2013
- mit Alexander Bode: Wirtschaftswunder 4.0 – Wie Unternehmen und Politik den Weg ins digitale Zeitalter meistern, Herder, Freiburg im Breisgau 2016, ISBN 978-3-451-37687-0
- mit Klaus Deimer, Volker Tolkmitt: Ressourcenallokation, Wettbewerb und Umweltökonomie, Springer Gabler, Wiesbaden 2017, ISBN 978-3-662-52766-5[11]
- mit Volker Tolkmitt: Reichtum ohne Grenzen? Die Soziale Marktwirtschaft im 21. Jahrhundert, Springer Gabler, Wiesbaden 2018, ISBN 978-3-658-20236-1[12]
- mit Marie-Therese Wirtz: Neue Wettbewerbspolitik im 21. Jahrhundert: Zehn Thesen zur digitalen Wirtschaft, Springer Gabler, Wiesbaden 2019, ISBN 978-3-658-27619-5.[13]